# Bruno Šimleša
Bruno Šimleša (Bjelovar, 16. veljače 1979.) je hrvatski pisac, kolumnist, predavač, televizijski voditelj i diplomirani sociolog.

## Životopis
Rodio se je u Bjelovaru. Autor je (stanje srpnja 2017.) sedam knjiga iz područja duhovnosti i samopomoći, te jedne zbirke poezije. Uspješnice su postale knjige “Škola života” i “Ljubavologija”, tiskane su u više izdanja i među najprodavanijim knjigama su na hrvatskom tržištu.
Javnosti je poznat i kao voditelj razgovorne emisije “Svaki dan, dobar dan”, koja se je na HTV-u emitirala od 2013. godine.

### Sinkronizacija
- "Petar Zecimir" kao Derek (2018.)